# استرتزیلی
استرتزیلی (به ایتالیایی: Esterzili) یک کومونه در ایتالیا است که در استان کالیاری واقع شده‌است.

## خصوصیات
استرتزیلی ۱۰۰٫۵ کیلومترمربع مساحت و ۷۴۳ نفر جمعیت دارد و ۷۳۱ متر بالاتر از سطح دریا واقع شده‌است.